# Curran Walters
Pour les articles homonymes, voir Walters.
Curran Walters né le 16 janvier 1998 à Oak Park, Californie est un acteur américain. 
Il se fait connaître par le rôle de Jason Todd en live action, un personnage de DC Comics, dans la série télévisée Titans.

## Biographie
Curran Walters est né en 1998 à Oak Park, en Californie et a étudié à Oak Park High School. Il a commencé à travailler comme mannequin pour des marques de mode comme Tilly's, Lee Jeans et Brothers. 
Il commence sa carrière d'acteur dans des publicités pour Samsung Galaxy et dans le jeu vidéo NBA 2K15. Il fait ses débuts à la télévision dans la comédie Growing Up and Down en 2014. Puis, il obtient d'autres rôles à la télévision comme son rôle récurrent du « jeune Jackson » dans la série Game of Silence en 2016.
Il fait sa seconde apparition dans un film dans la comédie dramatique 20th Century Women en 2016, aux côtés d'Annette Bening, Elle Fanning et Greta Gerwig. Il joue dans le téléfilm de science-fiction Playing Dead en 2018. Puis, il apparaît en tant que Jason Todd dans le sixième épisode de Titans et continue à apparaître tout au long de la première saison. Il est le premier acteur à jouer le personnage dans l'histoire de celui-ci.
En 2019, il est à l'affiche du film d'horreur Do Not Reply.

## Filmographie

### Cinéma
- 2016 : 20th Century Women de Mike Mills : Matt
- 2019 : Do Not Reply de Daniel Woltosz et Walter Woltosz : Dylan

### Télévision

#### Téléfilms
- 2014 : Growing Up and Down de Steve Leff : Chad
- 2018 : Playing Dead de Rachel Lee Goldenberg : Lucas

#### Séries télévisées
- 2015 : New Girl : jeune Jake Apex (saison 4, épisode 16)
- 2016 : Game of Silence : jeune Jackson (saison 1, 5 épisodes)
- 2016 : Le Monde de Riley (Girl Meets World) : Evan (2 épisodes)
- 2016-2017 : Too Close to Home : Mac (8 épisodes)
- 2018 : Speechless : Xander (saison 2, épisode 11)
- 2018 : Alexa et Katie : Gabriel (saison 1, épisode 9)
- 2018 : Best.Worst.Weekend.Ever. : Patches (2 épisodes)
- 2018-2023 : Titans : Jason Todd / Robin II / Red Hood (depuis la saison 2 - invité saison 1)
- 2019 : Fam : Kyle (saison 1, épisode 6)
- 2019 : Supergirl : Jason Todd / Robin (saison 5, épisode 9 - crossover Crisis on Infinite Earths)
- 2020 : Legends of Tomorrow (DC's Legends of Tomorrow) : Jason Todd / Robin (saison 5, épisode 1 - crossover Crisis on Infinite Earths)

## Voix francophones
Curran Walters est doublé par Benjamin Bollen dans Game of Silence et par Hervé Grull dans Best.Worst.Weekend.Ever.. Il est également doublé par Julien Crampon dans la série Titans.